# Batalha do Cabo de Palos
A Batalha do Cabo de Palos foi a maior batalha naval da Guerra Civil Espanhola. Aconteceu na noite de 5 para 6 de março de 1938, cerca de 70 quilômetros a leste de Cabo Palos, na costa da região de Múrcia. Neste confronto foi afundado o cruzador pesado Baleares, um dos maiores navios da frota nacionalista, e com ele a morte do almirante Manuel Vierna Belando e grande parte da tripulação do navio.